# Chiến sĩ "Việt Nam mới"
Chiến sĩ "Việt Nam mới" hay người "Việt Nam mới" là tên gọi những người nước ngoài tình nguyện tham gia hàng ngũ Quân đội nhân dân Việt Nam chiến đấu trong giai đoạn Kháng chiến chống Pháp.

## Lịch sử
Những người "Việt Nam mới" đến từ nhiều quốc gia, trong đó chủ yếu phân thành hai nhóm chính:
- Binh sĩ, sĩ quan của Đế quốc Nhật Bản ở lại Việt Nam và tham gia Việt Minh sau khi Chiến tranh thế giới thứ hai kết thúc vào tháng 8 năm 1945. Có khoảng 800 người, trong đó có khá nhiều sĩ quan cao cấp như Đại tá Ikawa, Trung tá Ishii - Nguyễn Văn Thông[1], Đại tá Mukayama - sĩ quan tham mưu của Quân đoàn 38... Mặc dù chiến tranh đã kết thúc nhưng họ vẫn chịu ảnh hưởng bởi chủ thuyết "Cộng đồng phồn vinh Đại Đông Á". Nội dung của chủ thuyết này là: "Đông Á và Đông Nam Á là của người da vàng, không phải của bọn da trắng Âu châu". Họ không muốn quay về Tổ quốc bại trận và bị Mỹ chiếm đóng nên tình nguyện tham chiến cùng Quân đội nhân dân Việt Nam để chống Pháp. Họ hỗ trợ rất nhiều về vũ khí, chiến thuật tác chiến, huấn luyện quân sự, đào tạo ngoại ngữ,...cho các chiến sĩ Việt Minh còn non trẻ.
- Binh sĩ lính lê dương và Bắc Phi trong quân đội Pháp trong Quân đội viễn chinh Pháp vùng Viễn Đông chạy sang hàng ngũ Việt Minh trong thời gian 1945-1954. Số này có khoảng 1300-1500 người, chủ yếu là binh sĩ và hạ sĩ quan lê dương người Pháp, Đức, Áo, Bỉ, Hy Lạp, Ý, Tây Ban Nha, Đan Mạch, Ba Lan, Tiệp Khắc, Ukraina, Tunisia, Maroc, Algérie, Một nhóm nhỏ trong số này là những người cộng sản (Ernst Frey, Erwin Borscher, Rudy Schröder, Kostas Sarantidis,...) đã chủ động tham gia Việt Minh ngay từ tháng 9 năm 1945.

Ngoài ra còn có một số ít chiến sĩ tình nguyện người Pháp, Hoa, Lào, Campuchia, Malaysia, Thái Lan, Singapore...
Những người nước ngoài tham gia Việt Minh không phải đều là "hàng binh", vì vậy để tránh gây ngộ nhận, mặc cảm, Chủ tịch Hồ Chí Minh đặt tên chung cho họ là "người Việt Nam mới".
Những người "Việt Nam mới" tham gia đóng góp trên nhiều lĩnh vực. Phần lớn trở thành cán bộ hoặc binh sĩ trong các đơn vị chiến đấu của Quân đội nhân dân Việt Nam. Những người có kiến thức quân sự (đặc biệt là các sĩ quan Nhật và một số lính và sĩ quan lê dương) trực tiếp tham gia trong các ngành chỉ huy, tham mưu, kỹ thuật, huấn luyện, quân y, quân giới, tuyên truyền, tình báo... Việt Minh còn tổ chức những đội đặc công gồm cả người Việt Nam và Âu Phi làm nhiệm vụ vũ trang tuyên truyền, cải trang tập kích các đồn của quân Pháp...
Trong giai đoạn đầu chiến tranh khi lực lượng vũ trang Việt Minh còn non trẻ, gặp nhiều khó khăn, kinh nghiệm và kiến thức của những người "Việt Nam mới" đã có công đóng góp không nhỏ vào sự phát triển của Quân đội nhân dân Việt Nam. Nhiều người được giao trọng trách và phong quân hàm sĩ quan cao cấp như Đại tá Ernst Frey - Nguyễn Dân (Áo), Ishii - Nguyễn Văn Thông (Nhật), Saito - Nguyễn Thanh Tâm (Nhật), Trung tá Erwin Borchers - Chiến sĩ (Đức)...
Năm 1950, Việt Nam Dân chủ Cộng hoà bắt đầu nhận được sự trợ giúp của Cộng hoà Nhân dân Trung Hoa, phần lớn những người "Việt Nam mới" ở Bắc Bộ được giải ngũ về đảm nhận các công tác dân sự. Những người ở Trung Bộ và Nam Bộ tiếp tục chiến đấu cho đến khi chiến tranh kết thúc.
Những quân nhân người châu Âu được đưa về nước qua đường Trung Quốc - Liên Xô trong những năm 1951-1954. Quân nhân Nhật về nước trong những năm 1954-1960 theo thoả thuận của Hội chữ thập đỏ hai nước. Quân nhân Bắc Phi về nước trong thời gian từ 1954 đến đầu những năm 1970 sau khi các quốc gia châu Phi giành được độc lập.
Vì nhiều lý do, phần lớn những người châu Âu và Nhật phải để gia đình lại Việt Nam. Sau khi trở về nước, họ cũng gặp nhiều khó khăn từ chính quyền và dân địa phương do đã tham gia quân đội của một nước xã hội chủ nghĩa, một số còn bị xét xử vì tội "phản quốc". Tuy nhiên nhiều người cũng tham gia vào việc giao lưu văn hoá, thúc đẩy quan hệ giữa nước họ với Việt Nam Dân chủ Cộng hòa sau này.

## Chiến sỹ người Hy Lạp
Nguyễn Văn Lập tên khai sinh Kostas Sarantidis (tiếng Hy Lạp: Κώστας Σαραντίδης) là một chiến sĩ Việt Nam mới. Ông là người nước ngoài duy nhất từng được phong tặng danh hiệu Anh hùng Lực lượng Vũ trang Nhân dân của Việt Nam, và cũng có thể là người Hy Lạp duy nhất từng sát cánh bên cạnh lực lượng Việt Nam thời kháng chiến chống Pháp.
Ông đã từng nói: "Tôi coi Việt Nam như quê hương tổ quốc của tôi."
Đảng, Nhà nước Việt Nam đã tặng ông nhiều phần thưởng cao quý: Huân chương chiến công hạng Nhất, Huân chương Hữu nghị. Ngày 9-11-2010, ông được Chủ tịch nước Cộng hòa xã hội chủ nghĩa Việt Nam Nguyễn Minh Triết quyết định công nhận là công dân Việt Nam, điều mà ông mong đợi trong nhiều năm. Tháng 5 năm 2013, Chủ tịch nước Trương Tấn Sang đã ký quyết định số 934-QĐ/CTN tặng ông danh hiệu Anh hùng lực lượng vũ trang nhân dân Việt Nam. Lễ trao tặng được tổ chức trọng thể tại Bộ Quốc phòng Việt Nam vào cuối tháng 8-2013. Ông qua đời vào ngày 25/6/2021 tại Hy Lạp, hưởng thọ 94 tuổi.

## Chiến sỹ người Nhật
Khi Nhật đã bại trận, ở Việt Nam có khoảng 8 vạn lính Nhật, họ chờ bị giải giới và hồi hương về Nhật. Có khoảng vài trăm lính Nhật, vì một số lý do, đã chiến đấu trong hàng ngũ quân Việt Nam chống Pháp, một số người trong số họ còn giữ các chức vụ chỉ huy. Ông Oka Kazuaki (cựu Hội trưởng Hội hữu nghị Nhật - Việt) cho rằng có khoảng 800 người Nhật ở lại Việt Nam, trong đó 186 người từng tham gia Việt Minh. C.E. Goscha ước tính có “tối đa là 200 người từ năm 1945 đến năm 1950 đã theo Việt Minh”. Ikawa Kazuhisa, dựa vào tài liệu “Bản danh sách những người chưa về nước từ Đông Dương thuộc Pháp” của Bộ Lao động và Y tế Nhật Bản ban hành tháng 7-1955 đã ước tính số quân nhân Nhật Bản đào ngũ và còn ở lại Việt Nam tính đến cuối năm 1946 là 800 người, trong đó số người tham gia Việt Minh khoảng 600 người và ước tính “khoảng một nửa trong số đó đã ngã xuống trên mảnh đất Việt Nam”.
Một số sĩ quan Nhật đã trở thành sĩ quan cao cấp trong quân đội Việt Nam như Thiếu tá Ishii Takuo đã trở thành Đại tá Quân đội Nhân dân Việt Nam, từng là lãnh đạo Học viện Quân sự Quảng Ngãi (tại trường này còn có 10 cựu sĩ quan Nhật Bản làm giảng viên), và sau đó giữ chức “cố vấn trưởng” lực lượng vũ trang Việt Minh ở miền Nam Việt Nam. Đại tá Mukayama, người từng thuộc Ban tham mưu Tập đoàn quân số 38 Quân đội Hoàng gia Nhật Bản, đã trở thành cố vấn cho Đại tướng Võ Nguyên Giáp. Tại các bệnh viện ở Việt Nam đầu thời kỳ kháng chiến chống Pháp có 2 bác sĩ và 11 nữ y tá Nhật Bản làm việc. Người Việt Nam mới gốc Nhật cũng phụ trách việc sửa chữa - sản xuất vũ khí, tham gia công tác như y tế, dược sĩ, lái xe, kỹ sư khai thác khoáng sản...
Có ít nhất 41 người Nhật tham dự những chiến dịch lớn hoặc chiến đấu ở các mặt trận địa phương: Chiến dịch Việt Bắc, Chiến dịch Biên giới, Chiến dịch đường số 14; các mặt trận ở khắp Việt Nam. Một số người Nhật “Việt Nam mới” là những chiến binh quả cảm, được các chiến sĩ Việt Nam cảm phục. Có người hy sinh (Ikawa Sei - Lê Chí Ngọ hy sinh năm 1946 ở Pleiku do trúng bom của máy bay Pháp, Yasuda - Hồ Chí Tâm hy sinh năm 1946 ở Hà Nội), nhiều người bị thương (Yutumo Suchio - Nguyễn Đức Hồng, Nakano Isao - Nguyễn Văn Lợi, Mabaki Yoshira - Hồ Tâm, Nobumino Taoto - Nguyễn Văn Hiển, Iwai Koshio - Nguyễn Văn Sáu, Nakamura Ichitaro - Trần Hòa, Yamazaki Zensaku - Trần Hà, Nobuyoshi Tachibana - Trần Đức Trung, Katsuo Uykawa - Ngô Tử Cân, Takeshi Amakawa - Lê Tùng...)
Trong Trận Hà Nội 1946, ông Hồ Chí Tâm (Yasuda) là người sử dụng khẩu bazooka duy nhất của mặt trận Hà Nội tại khu vực Ô Cầu Dền, ông đã bắn trúng 2 xe địch rồi hi sinh bởi làn đạn bắn trả của quân Pháp. Ông Matsui là xạ thủ trung liên kiêm trung đội phó vệ quốc đoàn bảo vệ trụ sở Bộ Tổng tham mưu (phố Nguyễn Du), ông đã lên thay trung đội trưởng Trần Thành (nhân vật chính trong bức ảnh cảm tử quân ôm bom ba càng) hy sinh ngày 23/12/1946, Đạn dược gần cạn, Matsui đã cầm khẩu trung liên bắn cản đường cho đồng đội Việt Nam rút hết rồi mới chịu rút
Tiêu biểu cho người Việt Nam mới hy sinh khi chống Pháp là ông Ikawa Sei (14/04/1913 - 20/06/1946). Ông sinh ra tại Ibaraki, là con trai của một Hiệu trưởng trường tiểu học. Năm 1935, ông tốt nghiệp trường sĩ quan Lục quân Đế quốc Nhật Bản. Tháng 8 năm 1937, Ikawa Sei được thăng quân hàm Trung uý, năm 1939 được thăng Đại uý, và năm 1942 thăng lên Thiếu tá. Tháng 5/1945, Ikawa Sei được cử tới Huế, làm Tham mưu trưởng Lữ đoàn hỗn hợp 34. Trong cuộc Cách mạng Tháng Tám của Việt Nam, ông ra lệnh cho phụ tá của mình là Mitsunobu Nakahara mở kho vũ khí thu được của Pháp để Việt Minh sử dụng. Ông cũng gặp gỡ Nguyễn Sơn - Thiếu tướng Quân đội Nhân dân Việt Nam - để thoả thuận về việc huấn luyện cho quân đội Việt Nam kháng chiến chống lại thực dân phương Tây. Sau lần gặp tướng Nguyễn Sơn ở Huế, Ikawa đã suy nghĩ nhiều, ông tập hợp những người Nhật dưới quyền và giải thích, đại ý: 
"Con đường duy nhất để bảo toàn danh dự và khí tiết của chúng ta trước tình hình này là phải ủng hộ Việt Minh chống Pháp - Tưởng. Và nếu họ chấp nhận thì chúng ta đi với họ, chứ nhất quyết không để bị làm nhục bởi bọn thực dân Pháp và bọn Tưởng nhát gan."
Ikawa Sei và nhiều binh lính Nhật đã tham gia huấn luyện cho bộ đội Việt Minh tại vùng tự do Liên Khu 5, ông có tên tiếng Việt là Lê Chí Ngọ. Ông và 11 sĩ quan Nhật khác là những người có công xây dựng nên Trường Trung học Lục quân Quảng Ngãi, ngôi trường quân sự đầu tiên tại vùng tự do Liên Khu 5. Ngày 20/06/1946, trong một trận ném bom của quân Pháp gần Pleiku, Thiếu tá Igawa Sei đã hi sinh cùng với một số binh sĩ người Nhật khác. Sau này, Thiếu tá Ikawa Sei đã được thờ trong Đền Yasukuni, nơi thờ cúng các chiến sỹ đã hy sinh vì đất nước Nhật Bản
Trường Lục quân trung học Quảng Ngãi (một trong ba trường đào tạo sĩ quan quân đội chính qui đầu tiên của Việt Nam) khai giảng vào ngày 1-6-1946 với khoảng 400 học viên. Trường có 11 người Nhật làm giáo viên huấn luyện quân sự,  4 giáo viên chính của 4 đại đội là: Tanimoto Kikuo - Đông Hưng, Mitsunobu Nakahara - Minh Ngọc, Ikari Kazumasa - Phan Lai, Kamo Tokuji - Phan Huệ. 4 giáo viên trợ giảng là: Aoyama Hiroshi, Onishi Suegami, Namada Suegami, Minegishi Sadai. Ban huấn luyện có 2 người Nhật là: Ishii Taku - Nguyễn Văn Thống, Sato - Minh Tâm. Quân y có bác sĩ Kisei Fujio - Lê Trung. Bài giảng của giáo viên Nhật Bản được biên soạn theo cuốn “Bộ binh thao điển” của quân đội Nhật.. 
Nhiều cựu lính Nhật tập trung ở trường này là từ sáng kiến của tướng Nguyễn Sơn, chủ tịch Ủy ban kháng chiến miền Nam kiêm hiệu trưởng Trường Lục quân Quảng Ngãi. Ông Kamo Tokuji hồi tưởng lại: 
“Nói đúng ra thì hồi đó tôi không muốn nhìn thấy một nước Nhật bị quân đội Mỹ chiếm đóng, đó mới là thực tâm của tôi. Trong thời chiến tôi đã nhìn thấy lính Nhật làm nhiều điều nhũng nhiễu dân chúng các nơi, và bản thân tôi thú thật cũng đã từng làm như vậy, cho nên bây giờ tôi không thể chịu nổi khi nghĩ rằng sẽ phải trông thấy lính Mỹ chiếm đóng và hoành hành trên quê hương mình.
Thế còn tại sao tôi lại ở lại Việt Nam, nói thật ra cũng chẳng phải vì tôi muốn tham gia cách mạng, tôi nhập ngũ rồi được đưa sang Việt Nam, chứ tôi không biết gì về Việt Nam cả. Thế nhưng, khi chứng kiến cảnh người Việt Nam vui mừng giành lại được độc lập và ngày nào họ cũng đi biểu tình đến nửa đêm, trong lòng tôi cũng cảm thấy có những tình cảm tương tự như họ. Có lẽ vì nghĩ như vậy nên dần dần tôi có ý nghĩ rằng nếu không trở về Nhật nữa thì ta ở lại Việt Nam cho đến khi gửi nắm xương tàn ở đây cũng được”.
Trong chiến dịch đường số 4, có một người Nhật gọi là "Sáu Nhật" (tên Nhật Iwai Koshiro) giữ chức đại đội trưởng đội trinh sát, có nhiệm vụ nghiên cứu địa hình, điều tra, vẽ sơ đồ để đề xuất phương án tác chiến. Ông Sáu Nhật có trình độ quân sự vì là sĩ quan Nhật cũ, lại dũng cảm nên có công rất lớn. Ông từng được thăng lên chức tiểu đoàn phó, được kết nạp Đảng khi mới 26 tuổi dù là người nước ngoài. Ông Sáu Nhật sau khi hồi hương là một trong những người đã thành lập Hội Thương mại Việt - Nhật. Ông Hoàng Đình Tùng (Fujita Isamu) trước đây làm ở Yokohama Bank nên có kinh nghiệm, đã giúp nhiều ý kiến về thành lập Ngân hàng Quốc gia Việt Nam, sau khi về Nhật ông là tổng thư ký đầu tiên của Hội Thương mại Việt - Nhật
Có ít nhất 20 người Nhật “Việt Nam mới” đã nhận được huân huy chương các loại của Chính phủ và Quân đội nhân dân Việt Nam
- Iwai Koshio - Nguyễn Văn Sáu: Huân chương Chiến công hạng Nhất và Huân chương Chiến thắng hạng Nhất
- Ikari Kazumasa - Phan Lai: Huân chương Chiến công hạng Ba và Huân chương Chiến thắng hạng Nhất
- Mitsunobu Nakahara - Nguyễn Minh Ngọc: Huân chương Chiến công hạng Ba và Huân chương Chiến thắng hạng Nhất (sau này ông cũng là Chủ tịch Hội Hữu nghị Nhật - Việt)
- ... và nhiều người khác

Có 4 người được kết nạp Đảng Lao động Việt Nam: Iwai Koshiro - Nguyễn Văn Sáu: Kết nạp năm 1952. Yutumi Suchio - Nguyễn Đức Hồng: Kết nạp năm 1949. Tsuchiyo Tuchitami - Nguyễn Văn Đông: Kết nạp năm 1949. Yoshida Tamio - Phan Tiến Bộ: Kết nạp năm 1950.
Vào tháng 2-1954, những người Việt Nam mới gốc Nhật đã tập trung ở Chiêm Hóa, tỉnh Tuyên Quang để tham gia khóa học chuẩn bị cho việc hồi hương. Có 93 người tham dự và khóa học kéo dài đến tháng 9. Vào ngày 30-11-1954, 76 người Nhật từ Việt Nam đã hồi hương về cảng Maizuru trên tàu Koanmaru của Hội Chữ thập đỏ Nhật Bản. Người Việt Nam mới gốc Nhật đã hồi hương về Nhật trong bốn đợt từ năm 1954-1960, tổng cộng khoảng 100 người. Đa số họ đã hi sinh tại Việt Nam khi chiến đấu chống Pháp hoặc chết vì bệnh tật. Nhà nghiên cứu Ikawa Kazuhisa đã tiến hành điều tra tại Nhật Bản và có danh sách 128 người Việt Nam mới gốc Nhật (trong đó 102 người hồi hương từ miền Bắc Việt Nam, 26 người hồi hương từ miền Nam Việt Nam)
Nhiều người Việt Nam mới gốc Nhật đã lấy vợ Việt Nam và sinh con, khi hồi hương thì một số đã không thể mang theo gia đình về Nhật. Cho đến hàng chục năm sau, vẫn có những người Việt Nam mới gốc Nhật (hoặc con cháu của họ) tìm cách kết nối liên lạc với người thân, họ hàng còn ở lại Việt Nam